# Arthur Stratton
Arthur Mills Perce Stratton (n. 1911, Brunswick, Maine — d. 3 septembrie 1975) a fost călător și scriitor american, dramaturg, romancier,agent OSS, profesor în Turcia și profesor asistent la un colegiu din Statele Unite înainte de a lucra pentru CIA timp de aproximativ zece ani și de a deveni un scriitor de călătorii și biograf. În timp ce lucra la American Field Service ca șofer de ambulanță în timpul războiului, a fost distins de două ori cu Croix de guerre pentru curajul său în luptă, prima dată pe frontul de vest, a doua oară în Deșertul Libian.

## Operă

### Opera principală
- Arthur Stratton (1955). One Man's India (în engleză). W.W. Norton & Company, New York City. [1][2]
- Arthur Stratton (1964). The Great Red Island: A biography of Madagascar (în engleză). MacMillan & Co.[3]
- Arthur Stratton (1972). Sinan: Biography of One of the World's Greatest Architects and a Portrait of the Golden Age of the Ottoman Empire ISBN 0333029011 (în engleză). Macmillan Publishers. [4]

### Alte lucrări
- Arthur Stratton, Brush Fire; a play in 3 acts (1936)[5]
- Arthur Stratton, See While the City Sleeps. My next play ; a play in 3 acts (1936)[6]
- Arthur Mills Stratton, 'The Battle for the Sands: Ambulance at Bit Hacheim', in The Atlantic November 1942 issue (vol. 170, no. 5)[7]
- A. M. P. Stratton, Lord Love Us (New York: Charles Scribner's Sons, 1948, a novel)[8][9]
- Stories in Edwin Seaver (ed.), Cross section 1948: a collection of new American writing (New York: Simon & Schuster, 1948)
- Arthur Mills Stratton, 'A Letter-Box at Ephesus', in Cross section: a collection of new American writing volume 4 (1969)[10]